# 陳氏秋河
陳氏秋河（1989年12月22日—）是越南女性運動員，參加哥倫比亞卡利舉行的2013年世界運動會，搭配男性運動員武伯東而獲得有氧體操項目的冠軍金牌。